# Plavání na mistrovství Evropy v plaveckých sportech 1950
Závody v plavání na mistrovství Evropy v plaveckých sportech za rok 1950 proběhly ve Vídni, Rakousko ve dnech 20. až 27. srpna 1950.

## Československá stopa
Československo mistrovství Evropy ve Vídni bojkotovalo. Podpořilo bojkot původního pořadatele Maďarska.

## Výsledky

### Individuální disciplíny
| Muži                | Zlato                        | Zlato   | Stříbro                       | Stříbro | Bronz                        | Bronz   |
| ------------------- | ---------------------------- | ------- | ----------------------------- | ------- | ---------------------------- | ------- |
| 100 m volný způsob  | Alex Jany (FRA)              | 57,7    | Göran Larsson (SWE)           | 59,4    | Joris Tjebbes (NED)          | 1:00,3  |
| 400 m volný způsob  | Alex Jany (FRA)              | 4:48,0  | Jean Boiteux (FRA)            | 4:50,1  | Heinz-Günther Lehmann (GER)  | 4:51,2  |
| 1500 m volný způsob | Heinz-Günther Lehmann (GER)  | 19:48,2 | Jean Boiteux (FRA)            | 19:48,4 | Joseph Bernardo (FRA)        | 20:06,7 |
| 100 m znak          | Göran Larsson (SWE)          | 1:09,4  | Cornelis Kievit (NED)         | 1:09,7  | Boris Škanata (YUG)          | 1:10,8  |
| 200 m prsa          | Herbert Klein (GER)          | 2:38,6  | Maurice Lusien (FRA)          | 2:40,9  | Bengt Rask (SWE)             | 2:43,8  |
| Ženy                | Zlato                        | Zlato   | Stříbro                       | Stříbro | Bronz                        | Bronz   |
| 100 m volný způsob  | Irma Schuhmacherová (NED)    | 1:06,4  | Marie-Louise Vaessenová (NED) | 1:07,1  | Greta Andersenová (DEN)      | 1:07,9  |
| 400 m volný způsob  | Greta Andersenová (DEN)      | 5:30,9  | Irma Schuhmacherová (NED)     | 5:31,2  | Colette Thomasová (FRA)      | 5:37,4  |
| 100 m znak          | Maria van der Horstová (NED) | 1:17,1  | Gertrud Herrbrucková (GER)    | 1:17,8  | Margaretha Gaillardová (NED) | 1:17,9  |
| 200 m prsa          | Raymonda Vergauwenová (BEL)  | 3:00,1  | Elisabeth Bonnierová (NED)    | 3:01,8  | Adriana de Grootová (NED)    | 3:02,2  |

### Štafety
| Muži                 | Zlato                                                                                                  | Zlato  | Stříbro                                                                                        | Stříbro | Bronz                                                                                               | Bronz  |
| -------------------- | --- | ------ | ---------------------------------------------------------------------------------------------- | ------- | --------------------------------------------------------------------------------------------------- | ------ |
| 4×200 m volný způsob | Švédsko (SWE) (Tore Synnerholm, Per-Olof Östrand, Göran Larsson, Olle Johansson)                       | 9:06,5 | Francie (FRA) (Willy Blioch, Joseph Bernardo, Jean Boiteux, Alex Jany)                         | 9:10,0  | Jugoslávie (YUG) (Branko Vidović, Andrej Kvinc, Mislav Stipetić, Marijan Stipetić)                  | 9:12,7 |
| Ženy                 | Zlato                                                                                                  | Zlato  | Stříbro                                                                                        | Stříbro | Bronz                                                                                               | Bronz  |
| 4×100 m volný způsob | Nizozemsko (NED) (Anna Massaarová, Johanna Termeulenová, Marie-Louise Vaessenová, Irma Schuhmacherová) | 4:33,9 | Dánsko (DEN) (Gerda Olsenová, Ulla Foldby Madsenová, Mette Ove Petersenová, Greta Andersenová) | 4:43,1  | Švédsko (SWE) (Marianne Lundquistová, Gisela Thidholmová, Ingegärd Fredinová, Elisabeth Ahlgrenová) | 4:44,7 |

## Medailová bilance
V plavání se rozdělilo celkem 11 sad medailí.
| Pořadí | Stát             |       | Muži    | Muži  | Muži  |         | Ženy  | Ženy  | Ženy    |       | Muži + Ženy | Muži + Ženy | Muži + Ženy | Celkem |
| Pořadí | Stát             | Zlato | Stříbro | Bronz | Zlato | Stříbro | Bronz | Zlato | Stříbro | Bronz |             |             |             | Celkem |
| ------ | ---------------- | ----- | ------- | ----- | ----- | ------- | ----- | ----- | ------- | ----- | ----------- | ----------- | ----------- | ------ |
| 1.     | Nizozemsko (NED) |       | 0       | 1     | 1     |         | 3     | 3     | 2       |       | 3           | 4           | 3           | 10     |
| 2.     | Francie (FRA)    |       | 2       | 4     | 1     |         | 0     | 0     | 1       |       | 2           | 4           | 2           | 8      |
| 3.     | Švédsko (SWE)    |       | 2       | 1     | 1     |         | 0     | 0     | 1       |       | 2           | 1           | 2           | 5      |
| 4.     | Německo (GER)    |       | 2       | 0     | 1     |         | 0     | 1     | 0       |       | 2           | 1           | 1           | 4      |
| 5.     | Dánsko (DEN)     |       | 0       | 0     | 0     |         | 1     | 1     | 1       |       | 1           | 1           | 1           | 3      |
| 6.     | Belgie (BEL)     |       | 0       | 0     | 0     |         | 1     | 0     | 0       |       | 1           | 0           | 0           | 1      |
| 7.     | Jugoslávie (YUG) |       | 0       | 0     | 2     |         | 0     | 0     | 0       |       | 0           | 0           | 2           | 2      |
| Celkem | Celkem           |       | 6       | 6     | 6     |         | 5     | 5     | 5       |       | 11          | 11          | 11          | 33     |